# Terren Harbut
Terren Harbut (* 2. April 1983 in Lexington, Kentucky) ist ein ehemaliger US-amerikanischer Basketballspieler.

## Leben
2000 begann er in Ohio an der Highschool mit dem Basketballspielen. Als Student war Harbut dann zunächst in Utah Spieler der Mannschaft des Dixie State College in der NJCAA. Er gewann 2002 die Meisterschaft in der NJCAA und belegte 2003 den dritten Platz. Hernach ging er an die Ohio University und spielte für die Ohio Bobcats in der NCAA. Dort bestritt er 60 Ligaspiele, wobei er 54 Mal in der Startaufstellung stand, und zog mit der Mannschaft in seinem Abschlussjahr 2005 in die Endrunde ein. Er erzielte durchschnittlich neun Punkte je Spiel, seine beste Leistung für die Mannschaft der Ohio University lag in einem Spiel bei 19 Punkten. Er erreichte durchschnittlich 4 Rebounds je Begegnung.
Danach wechselte er zu den Hertener Löwen nach Deutschland, bei denen er in der Saison 2005/06 in der 2. Basketball-Bundesliga Nord zusammen mit dem ehemaligen Bobcat Patrick Flomo spielte. In Herten erreichte Harbut 18 Punkte und 8 Rebounds bei einer durchschnittlich Spielzeit von 30 Minuten pro Spiel.
Im Anschluss spielte Harbut in seinem Heimatland ein Jahr bei der Mannschaft Central Kentucky Express in der Kentucky Basketball Developmental League. Zu Beginn der Saison 2007/08 stand er im Aufgebot des Bundesligisten Paderborn Baskets zusammen mit dem ehemaligen Bobcat Steven Esterkamp. Vor dem ersten Spieltag ersetzten die Paderborner Harbut jedoch durch Billy McDaniel. Daraufhin wechselte er zu den Dragons Rhöndorf in die 2. Bundesliga ProA.
Am 28. November 2008 wurde Harbut vom Zweitligisten BV Chemnitz 99 unter Vertrag genommen. Dort spielte er bis zum Ende der Saison 2010/11. Nach einjähriger Pause kehrte Harbut nach Deutschland zurück und erhielt einen Vertrag bei den ETB Wohnbau Baskets Essen für die Saison 2012/13. Für die Essener erzielte er in 30 Zweitligaeinsätzen im Mittel 7,9 Punkte je Begegnung, anschließend trat er im Berufsbasketball nicht mehr in Erscheinung. Harbut wurde beruflich im Geschäftsfeld Vermarktung für ein Unternehmen in Lexington im US-Bundesstaat Kentucky tätig.